# Martti Haavio

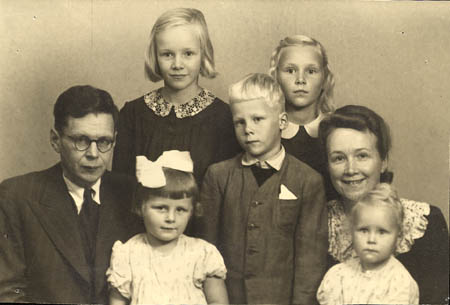
Martti Haavio och Elsa Enäjärvi-Haavio med sina barn på 1940-talet.

Martti Henrikki Haavio, född 22 januari 1899 i Temmes, död 4 februari 1973 i Helsingfors, var en finländsk folklorist och författare. Han var från 1929 till 1951 gift med Elsa Enäjärvi-Haavio (i detta äktenskap far till Elina Haavio-Mannila) och från 1960 med Aale Tynni.

## Biografi
Haavio var från 1931 verksam vid Finska litteratursällskapets folkloristiska arkiv, där han 1934–1938 var arkivchef och 1938–1948 föreståndare. Han blev filosofie doktor 1932, docent vid Helsingfors universitet samma år och var 1949–1956 professor i finsk och jämförande folklivsforskning. Han var även verksam som barnboksförfattare och var 1956–1969 ledamot av Finlands Akademi. År 1956 erhöll han hederstiteln akademiker och samma år Topeliuspriset för sina ungdomsböcker.
Haavio var verksam inom folkloristikens alla områden och författade bland annat Väinämöinen (1950, engelsk utgåva 1952). Under 1920-talet hade han en ledande roll inom Akademiska Karelen-Sällskapet och publicerade modernistisk lyrik under pseudonymen P. Mustapää. I Me marssimme Aunuksen teitä (1969) skildrade han sin tid i Fjärrkarelen under kriget, medan Nuoruusvuodet (1972), bygger på ungdomstidens dagböcker och följdes av Olen vielä kaukana (utgiven av makan Tynni) 1978. Åren 1999–2003 utgavs hans korrespondens med den första makan från tiden 1920–1951 i fem band.
Han är begravd på Sandudds begravningsplats i Helsingfors.